# Shelina Zadorsky
Shelina Laura Zadorsky (London, Ontario, Canadá; 24 de octubre de 1992) es una futbolista canadiense que juega como defensora para la selección de Canadá y para el Tottenham Hotspur Women de la FA Women's Super League de Inglaterra.
En enero de 2018, el Washington Spirit cedió el pase de Zadorsky al Orlando Pride a cambio de la guardameta Aubrey Bledsoe y un turno de la primera ronda en el draft universitario de la NWSL.

## Palmarés

### Títulos internacionales
| Título                     | Equipo | Sede           | Año  |
| -------------------------- | ------ | -------------- | ---- |
| Juegos Olímpicos de Verano | Canadá | Río de Janeiro | 2016 |
| Juegos Olímpicos de Verano | Canadá | Tokio          | 2020 |

(*) Incluyendo la Selección